# Elfrida Andrée
Pour les articles homonymes, voir Andrée (homonymie).
Elfrida Andrée, née le 19 février 1841 à Visby et morte le 11 janvier 1929 à Göteborg, est une organiste, compositrice et cheffe d'orchestre suédoise. Défenseure des droits des femmes, elle est à l'origine de plusieurs lois pour l'égalité en Suède.

## Biographie
Née le 19 février 1841, à Visby, sur l'île de Gotland, Elfrida Andrée entreprend des études musicales. Elle seconde l'organiste de l'église de Visby. En 1855, elle part étudier la composition à l'Académie royale de musique de Suède à Stockholm. Elle est l'élève de Ludvig Norman et de Niels Wilhelm Gade,. 
À 16 ans, alors que la loi interdit aux femmes de devenir organiste professionnelle, Andrée obtient son diplôme d'organiste professionnelle. Elle doit faire face à une forte opposition du clergé lorsque son professeur et organiste Gustav Adolf Mankell souhaite l'engager comme organiste en second à l'église Saint-Jacques de Stockholm. Andrée engage alors un combat législatif. En 1861, une loi est votée : les femmes peuvent désormais exercer le métier d'organiste, et elle est engagée à la Congrégation finlandaise de Stockholm. Elle est l'une des premières femmes à occuper un tel poste en Scandinavie. En 1862, elle obtient le poste d'organiste à l'Église réformée française de Stockholm, puis en 1867, celui de la cathédrale de Göteborg. Elle est élue à l'Académie royale de musique de Suède en 1879,.
Elle défend le droit pour les femmes de travailler en tant que télégraphiste, métier qu'elle va elle-même exercer en septembre 1865 dans la ville de Strömstad, devenant ainsi la première femme télégraphiste en Suède. 
Organiste reconnue, elle exerce également ses talents comme pianiste, harpiste et cheffe de chœur. À partir de 1897, première suédoise cheffe d’orchestre professionnelle, elle prend la direction des Concerts populaires de l'Institut des travailleurs de Göteborg ; huit cents programmes seront présentés au public suédois entre 1897 et 1929,. À Dresde en 1904, elle dirige sa Seconde Symphonie et le Prélude de son unique opéra. Les journaux allemands se font l'écho d’un concert qualifié d'exceptionnel : nul n'avait jamais vu ni entendu une femme diriger sa propre musique orchestrale. 
En art comme dans l'émancipation des femmes, elle est très proche de ses amies Laura Netzel, Helena Munktell, Agathe Backer Grøndahl  et Selma Lagerlöf. 
Sa sœur est la cantatrice Fredrika Stenhammar, tante de Wilhelm Stenhammar. 

## Œuvres
Elle laisse une centaine d'œuvres, dont un opéra Fritiofs saga (1899, sur un livret de Selma Lagerlöf), plusieurs œuvres pour orchestre dont quatre symphonies, un quatuor avec piano en la mineur  (1870) et un  quintette avec piano en mi mineur (publié en 1865), un trio avec piano en sol mineur (1887) (et un autre  posthume en ut mineur), un quatuor à cordes en ré mineur en 1861 et un second en la majeur, des morceaux pour violon et pour piano, deux Messes suédoises et des lieder.

### Instrumental

#### Orgue
- Av himlens här den högstes makt / Prélude au choral 403 dans Swedish Book of Hymns
- Cantelina
- Ditt ord, o Jesu bliva må
- Fuga con spirito in E-flat major
- Fuga
- Guds rena Lamm, oskyldig / Chorale prelude to hymn 143
- Höga majestät, vi alla / Chorale prelude to hymn 329
- Jag lyfter mina händer / Chorale prelude to hymn 535
- Jesu, du mitt liv, min hälsa / Chorale prelude to hymn 138
- Koral med variationer / Chorale with variations
- Koralförspel 15 / Choral prelude n°15
- Larghetto
- Melody in C-sharp minor
- Nu kommen är vår påskafröjd / Chorale prelude to hymn 465
- När världens hopp förtvinat stod / Chorale prelude to hymn 347
- Prelude (to funeral march) in F minor (1903)
- Prelude – Unnamed prelude
- Salig, salig – Chorale prelude to hymn 349
- Sorgmarsch / Funeral March - orgue
- Symphonie pour orgue - 1891
- Så är fullkomnat, Jesu kär / Chorale prelude to hymn 458 - orgue
- Trio - orgue
- Vredens dag, koral, Dies Irae - orgue - 1890

#### Piano
- 4 pièces pour piano - Poèmes pour piano (1881)
- Fem smärre tonbilder, opus 7 (1880)
- Julstäming (1891)
- Méditation (1892)
- Sonate en la majeur, opus 3 (1870)
- Tonbilder, opus 4 (1872)

### Musique de chambre
- Andante cantabile - violoncelle, piano (1900)
- Deux Romances - violon, piano (1884)
- Quartet - trio à cordes, piano (1865)
- Quatuor à cordes en la majeur (1861)
- Quatuor à cordes en ré mineur (1887)
- Quintette - piano, cordes (1865)
- Sonate en mi bémol majeur - violon, piano (1872)
- Sonate n°1 en mi bémol majeur - violon, piano (1872)
- Sonate n°2 en si bémol majeur - violon, piano (1876)
- Trio n°1 pour violon, violoncelle et piano en do mineur (1860)
- Trio pour violon, violoncelle et piano en sol mineur (1884)
- Trois Romances - violon, piano (1871)

### Musique vocale
- 3 Songs with piano, opus 8 - voix, piano (1881)
- Du vredgas, Solgud Helge’s aria - basse, piano (1895)
- Fritiofs saga - opéra (1898)
- Förlåt mig, Ingeborg’s aria - soprano, piano (1895)
- Glömska - ténor solo, chœur d'hommes a cappella (1905)
- I templet – Church aria - mezzo-soprano, piano [ou orgue] (1871)
- Kantat - soprano solo, mezzo-soprano solo, chœur de femmes, orchestre (1911)
- Polska - voix, piano
- Skogsrået - voix, piano (1878)
- Snöfridn ballade - trois voix solistes, double chœur SATB, piano (1879)
- Svanen / Der Schwan / Le cygne - soprano, violon, piano [ou harpe]
- Till näktergalen - voix, piano
- Trois Chants pour double quatuor vocal ou petit chœur mixte (1882)
- Vid Månsken - voix, piano

### Orchestre
- Andante quasi recitativo - orchestre à cordes (1877)
- Concert ouverture, en ré majeur - orchestre symphonique (1873)
- Sommarminnen - orchestre à cordes (1904)
- Symphonie n°2 pour orgue et cuivres (1894)

### Orchestre avec solistes
- Glömska - harpe solo, orchestre à cordes (1905)
- Symphonie n°2 pour orgue et cuivres (1894)